# Family Entertainment
Family Entertainment — второй студийный альбом британской рок-группы Family, записанный в лондонской студии Olympic в период конце 1968 — начале 1968 года и выпущенный звукозаписывающим лейблом Reprise Records в марте 1969 года. Альбом достиг позиции #6 в UK Albums Chart, но не имел успеха в США.
В 1996 году лейбл See for Miles Records выпустил двойной CD, содержащий Family Entertainment вместе с предыдущим альбомом Music in a Doll’s House, а также предшествующий им первый сингл группы «Scene Through the Eye of a Lens»/«Gypsy Woman».

## Об альбоме
Это второй альбом группы и последний альбом, записанный ей в первоначальном составе: после его записи из группы ушли Джим Кинг и Рик Греча. По сравнению с первым альбомом, выдержанном в более психоделическом стиле, большая часть нового материала имеет сильное акустическое звучание и заметное влияние фолк-музыки.

## Список композиций
Слова и музыка всех песен — Джон «Чарли» Уитни и Роджер Чепмен, если не указано иное.
| №  | Название                    | Автор(ы)           | Длительность |
| -- | --------------------------- | ------------------ | ------------ |
| 1. | «The Weaver’s Answer»       |                    | 5:00         |
| 2. | «Observations from a Hill»  |                    | 3:12         |
| 3. | «Hung Up Down»              |                    | 3:11         |
| 4. | «Summer ’67» (instrumental) | Джон «Чарли» Уитни | 3:13         |
| 5. | «How-Hi-the-Li»             | Рик Греч           | 4:55         |

| №  | Название                  | Автор(ы)                                    | Длительность |
| -- | ------------------------- | ------------------------------------------- | ------------ |
| 1. | «Second Generation Woman» | Рик Греч                                    | 3:14         |
| 2. | «From Past Archives»      |                                             | 3:21         |
| 3. | «Dim»                     |                                             | 2:33         |
| 4. | «Processions»             | Джон «Чарли» Уитни                          | 2:50         |
| 5. | «Face in the Cloud»       | Рик Греч                                    | 2:53         |
| 6. | «Emotions»                | Джон «Чарли» Уитни, Рик Греч, Роджер Чепмен | 4:28         |

## Участники записи
Family:
- Роджер Чепмен — вокал (песни 1, 3, 5, 7−9, 11) и бэк-вокал, перкуссия
- Джон «Чарли» Уитни — гитары, орган, фортепиано
- Джим Кинг — саксофоны, вокал (песня 2), бэк-вокал, фортепиано
- Рик Греч — бас-гитара, вокал (песни 6, 10), бэк-вокал, скрипка
- Роберт Таунсенд — ударные, перкуссия

Дополнительно:
- Ники Хопкинс — фортепиано